# Храм Троицы Живоначальной в Больших Лужниках
Церковь Живоначальной Троицы в Больших Лужниках — утраченный православный храм в Белом городе Москвы, на Лужницкой улице. Находилась на месте здания школы № 627 (ул. Бахрушина, 24, стр. 1).

## История
О точном времени построения первоначального храма точных данных нет. Деревянная церковь существовала еще в начале XVII века и известна была под именем Рождества Св. Иоанна Предтечи в Лужниках, что на Верчёном (Вертячем) кладезе.
Н. Старков в журнале "Русская беседа" даёт следующее объяснение происхождения названия церкви:

Наименование Св. Троицы церковь получила после постройки каменного здания, вместо деревянного, что случилось в начале XVIII столетия, а прежде деревянная церковь была во имя Рождества Иоанна Предтечи, что на Вертячем кладезе близ Симонова монастыря. Об этом наименовании узнали нечаянно, в 1786 году, во вновь отстроенной трапезе, при бывшем тогда священнике Егоре Никитине, который и был созидателем храма. На иконе Св. Иоанна Предтечи, сзади обложенной полинялым ветхим бархатом, когда вздумали переменить его на новый, нашли следующую надпись: “даю сию св. икону в храм Рождества Иоанна Предтечи, что на Вертячем Кладезе близ Симонова монастыря”. По словам священника Никитина, поступившего к Живоначальной Троице в 1757 году, на Кузнецкой улице была мостовая деревянная, бревенчатая, и на ней, подле сада купца Малютина, а ныне почетного гражданина Боткина, всякую весну выступала из земли в большом количестве струя чистой воды, и сколько ни старались засыпать это место, насыпь обваливалась и показывалась вода; даже и ныне, когда мостовую подняли на два аршина выше, в этом месте показывается весной вода, и потому, надо полагать, что, в старину, в этом месте находился кладезь, названный Вертячим.
Что же касается до названия “близ Симонова монастыря”, то, вероятно, кроме Троицкой, к Симонову церквей, как в Кожевниках, так и на Фроловской, не было. При том же, Лужники примыкали к Земляному валу, окончательной границе города, где ныне устроена Валовая улица.

Придел во имя Св. Николая Чудотворца устроен в 1638 году.
Из переписной книги Московских Церквей в Земляном городе за 1657 г., хранящейся в Архиве Московской Оружейной Палаты значится: “Церковь каменная Живоначальной Троицы, что в Больших Лужниках”.
В книге 1686 г. написано: “Церковь каменная Живоначальной Троицы, что в Больших Лужниках. Священник Гавриил Кононов, а прежде был Священник Иоанн.
В 1730 г. июня 6, запечатан указ о строении Церкви каменного престола по челобитью Церкви Живоначальной Троицы, что в Больших Лужниках, попа Стефана Кириллова с прихожанами. Велено им к той настоящей Церкви построить вновь для зимнего времени каменный придел во имя Св. Николая Чудотворца.
В Указателе улиц и домов столичного города Москвы 1882 г. показано, что каменная Церковь Св. Живоначальной Троицы существует с 1785 г. с приделами: 1) Св. Николая Чудотворца. и 2) Усекновение Главы Св. Иоанна Предтечи. 
В Описании московских церквей 1817 г. сказано, что Храм возобновлен в 1778 году. 
По архивным документам видно, что Храм построен пространнее и великолепнее в 1788 году и освящен 8 мая 1789 года, а придел во имя Св. Николая Чудотворца перестроен в 1785 г. и освящен 24 мая 1786 года; затем в ноябре 1858 года начали вновь возобновлять Храм и продолжалась эта работа по 1861 год а 28 мая освящен знаменитым Иерархом Русской Церкви приснопамятным Митрополитом Филаретом при Настоятеле Храма Священнике Василии Александровиче Добромыслове.
Из Протоколов за 1812 — 1814 г., хранящихся в Архиве Московской Духовной Консистории узнаем о Храме Св. Троицы, что в Лужниках с приделами Св. Иоанна Предтечи и Николая Чудотворца: Первый придел освящён 1813 года февраля 16; настоящая — 20 Мая, а другой придел оставался не освященным.
Н. Старков в журнале "Русская беседа" так описывает церковь по состоянию на 1858 г.:

Храм во имя Живоначальной Троицы, с двумя приделами: в трапезе, на правой стороне, во имя Св. Иоанна Предтечи, на левой — Святителя Николая Чудотворца. Снаружи не великолепен, зато внутри богато украшен; летняя церковь расписана фряческим письмом превосходной работы; трапеза — Итальянскою живописью, известными художниками Павлом Николаевым и Ильей Никифоровым, бывшими подмастерьями славного Скотти. Как в летней церкви, так и в трапезе, на всех иконах ризы серебреные-вызолоченные; ризница богатейшая, подобной не во многих церквах можно найти: напрестольное евангелие отличной работы, сооружённое в первый год нынешнего столетия, стоящее 6 000 рублей ассигнациями, и кроме его, еще есть два евангелия, окованные позлащенным серебром; животворящих напрестольных четыре креста, все серебреные и вызолоченные; из них два замечательные: один — по древности и вложенной в нём части св. ризы Господней, другой — по изяществу работы; дарохранительницы две: одна старинная, медная, позлащенная, обложенная серебром, другая высеребренная, новейшей работы, первого Московского мастера, стоящая 1 000 руб. сер.; четверо св. сосудов вызолоченных: двое новейшей изящной работы, третьи черневой отличной работы, а четвертому сосуду 150 лет, как видно из надписи на потире.
Два евангелия, три креста, двое сосудов, пятнадцать серебреных риз с икон и несколько других серебреных вещей, были зарыты в летней церкви, по милости Божией, сохранились от врагов. Всего серебра было более пяти пудов.

2 июня 1861 г. церковь посетил Александр II.
В 1868 году покойный церковный Староста М. Л. Королев построил на церковной земле деревянную богадельню, крытую железом.
В 1930-х гг. здание церкви снесено и на его месте построена общеобразовательная школа(современный № 627, ул. Бахрушина, 24, стр. 1).